# Caius Welcker
Jan Herman „Caius“ Welcker (* 9. Juli 1885 in Alkmaar; † 13. Februar 1939 in Schiedam) war ein niederländischer Fußballspieler. 
Welcker spielte bei der Haagsche Voetbalvereeniging Quick, wo er mit Edu Snethlage zusammen den rechten Flügel bildete. 1908 gewann Quick die Niederländische Meisterschaft. Welcker bestritt 17 Länderspiele für die niederländische Fußballnationalmannschaft und erzielte dabei fünf Tore. Bei den Olympischen Spielen 1908 wirkte Welcker in zwei Spielen mit. Im Halbfinale verloren die Niederländer gegen Großbritannien mit 0:4; im Spiel um den dritten Platz gewannen sie gegen Schweden mit 2:0.